# لیناردو برناردی سیلوا
لیناردو برناردی سیلوا (به پرتغالی: Leandro Bernardi Silva) مدافع اهل برزیل است که در شهر اوزاسکو و در تاریخ ۶ اکتبر ۱۹۷۹ به دنیا آمده‌است.
لیناردو برناردی سیلوا در تیم‌های فوتبال EC Osasco سابقهٔ حضور دارد.